# Велика Горбаша (Звягельський район)
Вели́ка Горбаша — село в Україні, у Ярунській сільській територіальній громаді Звягельського району Житомирської області. Чисельність населення становить 308 осіб (2024). У 1923—2020 роках — адміністративний центр колишньої сільської ради.

## Загальна інформація
Розташоване за 23 км від районного центру, м. Звягель, та 6 км від залізничної станції Колодянка, на лівому березі річки Церем, притоки Случі.

## Населення
Станом на 1885 рік в селі мешкало 592 особи, налічувалося 67 дворових господарств, наприкінці 19 століття — 568 осіб, дворів — 101.
Відповідно до результатів перепису населення Російської імперії 1897 року, загальна кількість мешканців села становила 604 особи, з них: православних — 523, чоловіків — 299, жінок — 305.
У 1906 році у селі налічувалося 540 мешканців, дворів — 94, у 1911 році — 443 особи, у 1923 році — 165 дворів та 876 мешканців.
Станом на 1972 рік кількість населення становила 816 осіб, дворів — 249.
Відповідно до результатів перепису населення СРСР, кількість населення, станом на 12 січня 1989 року, становила 536 осіб. Станом на 5 грудня 2001 року, відповідно до перепису населення України, кількість мешканців села становила 489 осіб.

### Мова
Розподіл населення за рідною мовою за даними :
| Мова       | Кількість | Відсоток |
| ---------- | --------- | -------- |
| українська | 486       | 99.39%   |
| російська  | 3         | 0.61%    |
| Усього     | 489       | 100%     |

## Історія
Поблизу села виявлено поселення бронзової доби, скіфського періоду та давньоруські поховання IX—X століття. Відоме з 1610 року.
У 1577 році було власністю князя Яхима (Йоахима) Корецького, який платив з 4 димів та 4 городів, у 1650 році власником був його син, князь Самійло Корецький. 1651 року сплачувалося з 4 димів, а 1653 року — з 1 диму. Ще у 1652 році землі села належали Зофії Брозовській. У 1762 році власником був Пулавський.
В середині 19 століття — село Жолобенської волості Новоград-Волинського повіту, на річці Церем. Селян — 81 особа, селянських земель — 455 десятин, землі двірської — 552 десятини, власність Чижевських. Колись село належало Пулавським, від них перейшло Дубецьким, згодом — Прушинським.
Станом на 1885 рік — колишнє власницьке та державне село Жолобенської волості Новоград-Волинського повіту Волинської губернії, на річці Церем. Були церковна парафія, школа, 2 вітряки.
Наприкінці 19 століття — село Жолобенської волості Новоград-Волинського повіту, на річці Церем. Розміщувалося за 100 верст від Житомира, 18 верст від Новограда-Волинського, за 20 верст від найближчої поштової станції Корець, найближчої залізничної станції Славута, за 15 верст від шосе. Дерев'яну церкву на кам'яному підмурівку, з такою ж дзвіницею, збудовано 1860 році за кошти вірян. Земель при церкві — 57 десятин, розміщувалася за 3 версти та ближче. Землю надано 13 серпня 1762 року місцевим поміщиком, ротмістром польських військ Пулавським. До парафії належали села Мала Горбаша (2 версти) та Хижавка (1 верста). Сусідні парафії: Курмань (4 версти), Мокре (5 верст), Жолобне (7 верст), Ярунь (9 верст). З 1861 року діяла школа, розміщувалася у громадській будівлі. Великий землевласник — Роман Хичевський. У 1896 році сільську школу відзначено Волинською єпартхіальною училичною радою як одну з найкращих шкіл повіту.
У 1906 році — село Жолобенської волості (1-го стану) Новоград-Волинського повіту Волинської губернії. Відстань до повітового центру, м. Новоград-Волинський, становила 20 верст, до волосного центру, с. Жолобне — 6 верст. Найближче поштово-телеграфне відділення розташовувалося у Новограді-Волинському.
У 1910 році на заробітки до Америки з села виїхали 5 осіб. У 1911 році до великої земельної власности Хичевського належало 1 040 десятин, в селі були крамниця, горілчана крамниця, кредитне товариство, кооператив.
У 1923 році включене до складу новоствореної Великогорбашівської сільської ради, яка, 7 березня 1923 року, включена до складу новоутвореного Пищівського (згодом — Ярунський) району Житомирської (згодом — Волинська) округи; адміністративний центр ради. Розміщувалося за 22 версти від районного центру, с. Піщів.
В період Голодомору у 1932—1933 роках від голодної смерті в селі загинуло 6 чоловік. Під час загострення сталінських репресій проти українського народу в 30-ті роки 20-го століття органами НКВС безпідставно було заарештовано та позбавлено волі на різні терміни 30 мешканців села, з яких 10 осіб розстріляно.
На фронтах Німецько-радянської війни воювали 87 селян, у партизанських загонах — 12, з них 62 загинули, 45 нагороджені орденами й медалями.
В радянські часи в селі розміщувалася центральна садиба колгоспу, котрий обробляв 2,9 тис. га земель, з них 2,2 тис. га — рілля, 30 га — сад. В господарстві вирощували жито, пшеницю, картоплю, цукровий буряк. Тваринництво — м'ясо-молочного напрямку. В селі були початкова школа, клуб, бібліотека, медпункт, дитячі ясла, два магазини, побутова майстерня.
4 червня 1958 року, відповідно до указу Президії Верховної ради Української РСР «Про утворення Новоград-Волинського району Житомирської області», село, в складі сільської ради, включене до відновленого Новоград-Волинського району Житомирської області.
12 червня 2020 року, відповідно до розпорядження Кабінету Міністрів України № 711-р «Про визначення адміністративних центрів та затвердження територій територіальних громад Житомирської області», територію та населені пункти Великогорбашівської сільської ради включено до складу Ярунської сільської територіальної громади Новоград-Волинського (згодом — Звягельський) району Житомирської області.